# Кріва (округ Дольни Кубін)
Кріва (словац. Krivá) — село в окрузі Дольни Кубін Жилінського краю Словаччини. Площа села 18,88 км². Станом на 31 грудня 2015 року в селі проживало 805 жителів.

## Історія
Перші згадки про село датуються 1575 роком.

## Географія
Протікає Кривський потік.

## Населення
| Рік:            | 1994. | 2004.   | 2014.   | 2024.   |
| --------------- | ----- | ------- | ------- | ------- |
| Кількість осіб: | 756   | 794     | 800     | 795     |
| Різниця:        |       | +5,02 % | +0,75 % | -0,62 % |

| Рік:            | 2023. | 2024.   |
| --------------- | ----- | ------- |
| Кількість осіб: | 816   | 795     |
| Різниця:        |       | -2,57 % |

## Видатні уродженці
- Йозеф Август Мікуш (1909—2005) — словацький юрист, дипломат, видатний еміграційний діяч.